# Дейбель, Ян Зигмунт
Ян Зигмунт Дейбель (пол. Jan Zygmunt Deybel возм. 1687—1752) — польский архитектор первой половины 18 века, саксонец по происхождению. Архитектор польского короля Августа Сильного.

## Краткое жизнеописание
Ян Зигмунт Дейбель прибыл в Польшу в 1719 году в качестве артиллерийского офицера и инженера. В 1736 году получил чин капитана, а ещё через десять лет стал майором. Был женат, его сын тоже был военным — будущий польский генерал Кристиан Дейбель (1725—1798).

## Избранные произведения
Ян Зигмунт Дейбель с 1721 года был задействован в строительстве. С 1726 года его назначили королевским архитектором саксонца Августа II Фридриха. В творчестве архитектора — перестройки усадеб (Дворец Чарторыйских в Пулавы, Дворец Браницких, 1735), королевских резиденций, работа на магната Яна Фредерика Сапегу, для которого Дейбель создал Дворец в Варшаве. Ему принадлежит проект новой резиденции Сапег в усадьбе Ружаны.
Среди наиболее значимых произведений:
- Вилянувский дворец, достройки, 1729—1734
- Саксонский дворец, Варшава, (значительно перестроен)
- Дворец Браницких, 1735, Белосток, перестройки
- Дворец Сапег в Варшаве. Построен по заказу Яна Фредерика Сапеги, канцлера великого литовского, 1731—1746 (позднее приспособлен под Сапегивские казармы, 1818—1820, затем — военный госпиталь)
- Ружанский дворец для Сапег, 1748—1752 (современная Белоруссия), достройки — арх. Ян Самуэль Беккер
- Арсенал (позже городской архив)
- Мировские казармы, Варшава
- Дворец Чарторыйских, Пулавы
- барочный дворец Станислава Понятовского в Варшаве, отца будущего короля Станислава Августа (разрушен, на его месте стоит Дворец Уруских / Четвертинских)

|  |  |  |

## Ученики архитектора
- Зигмунт Фогель
- Эфраим Шрёгер
- Ян Самуэль Беккер